# Alex Kidd in Miracle World
Alex Kidd in Miracle World (アレックスキッドのミラクルワールド) ('Alex Kidd al món dels miracles') és un videojoc de plataformes, desenvolupat per Sega per la consola de 8 bits Sega Master System protagonitzat per Alex Kidd. Va ser llançat per primera vegada en Japó el dia 1 de novembre de 1986, i distribuït posteriorment a Europa i Estats Units el 1987.
És el primer joc dels sis creat per a aquest personatge, i el més popular de tots els llançats sobre Alex Kidd, en el qual el jugador controla a Alex Kidd i ha de superar 17 fases, salvant diversos obstacles, enemics, i recol·lectant objectes, per alliberar al planeta Àries de les mans del governant tirà Janken el gran.

## Context

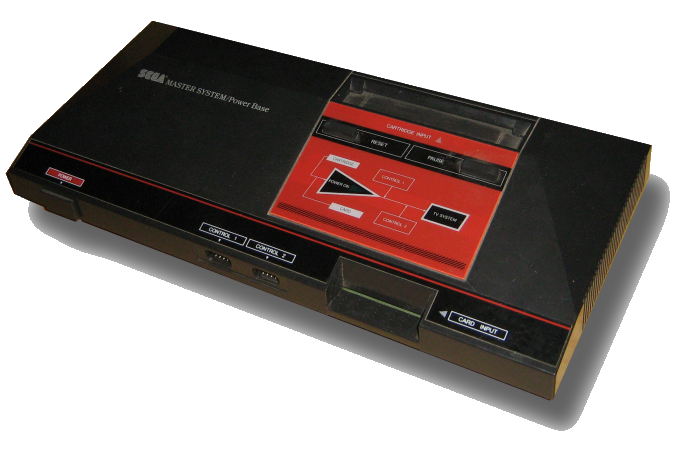
Videoconsola Sega Master System I, per la qual es va llançar Alex Kidd in Miracle World

L'any 1984, Nintendo treu al mercat japonès la Famicom (coneguda en occident com NES) i un any després en Estats Units aconseguint un gran èxit, gran part d'aquest a causa del llançament del videojoc Super Mario Bros que va ser el primer creat de manera específica per a una consola de sobretaula.
Encara que Sega no havia aconseguit ni un 5% del mercat japonès, es va decidir a comercialitzar la Mark III (coneguda en occident com Master System) fora del país nipó. Més avançada tècnicament que la NES, no aconsegueix als EUA el mateix nivell de popularitat venent només 125.000 consoles en els primers quatre mesos comparat amb els dos milions de la consola de Nintendo, encara que en altres mercats com l'europeu, Master System es va vendre bé.
Dins d'aquesta situació es va trobar aquest videojoc, Alex Kidd in Miracle World. Aquest videojoc és en realitat una de les respostes de Sega (al costat de Wonder Boy) enfront de l'èxit de Super Mario Bros, no obstant això, fins que Naoto Ohshima no creés a Sonic the Hedgehog (i Yuji Naka d'altra banda), Sega mai va poder competir en igualtat de condicions amb la creació de Shigeru Miyamoto, tant és així que Alex Kidd va ser relegat com a mascota de la companyia en favor de Sonic.

## Argument

### Manual
Al seu planeta natal Àries, Alex Kidd estava estudiant a la Muntanya Eterna la disciplina Shellcore, la qual li va fer fort, podent trencar roques a trossos. Però, mentre que abandonava la muntanya, un home moribund li va comentar que la ciutat de Radaxian estava en perill, donant-li un mapa i el medalló de la pedra del Sol. És per això que Alex Kidd decideix viatjar a través de Miracle World.

### Durant el joc
Després de derrotar a Gooseka, Alex Kidd es troba a l'Illa de St. Nurari a Sant Nurari, i li comenta a ell que Alex és el príncep de Radaxian, però que quan era més jove, va ser raptat per un senyor malvat, i que ara, la seva ciutat natal està sent governada de manera tirànica per Janken el gran, i li demana a Alex que ha de salvar a la població d'això.
Alex llavors es dirigeix al poble de Namui, on un senyor li comenta que el germà bessó de Alex, Egle, està pres al castell de Radaxian. És per això que Alex es dirigeix cap al castell de Radaxian, derrotant en el seu pas a Chokkina i a Parplin.
Al castell, rescata al seu germà, i li comenta que ha de trobar la carta personal del regne de Nibana que es troba en una habitació del castell, i el medalló de la llum de la lluna, la qual es troba en el Regne de Nibana. Alex recull la carta del castell, i per sortir d'aquest, derrota de manera definitiva a Gooseka.
Alex es dirigeix a la ciutat, on derrota a Chokkina de manera definitiva. Després d'això, es trasllada al regne de Nibana, on parla amb La seua altesa reial Stone, comunicant a Alex que el medalló de la llum de la lluna li ha estat robat, pregant-li que es transporti al llac de les Roques, on es troba la corona d'or, donant-li la pedra Hirotta.
Alex es dirigeix al castell de Janken, derrotant prèviament de manera definitiva a Parplin. Al castell, es troba a Janken, al que derrota, aconseguint així el medalló de la llum de la lluna. Després d'això, Alex localitza a la princesa Lora, que li comenta que la mare de Alex, Patricia, està en bones mans.
Després d'això, Alex parteix cap al llac de les roques, on després de desxifrar la pedra Hirotta recull la corona d'or, acabant així el joc.

### Després de finalitzar
Després d'agafar la corona d'or, la pantalla del joc es torna negra, i s'explica que Alex retorna la pau a Radaxian, i la gent que va ser transformada en pedra per culpa de Janken torna a la normalitat. Ja a la ciutat, Egle es corona rei de Radaxian, i Alex Kidd, amb els seus arts marcials, ocupa la posició de defensor de la ciutat, encara que el seu proper objectiu serà trobar alguna pista per localitzar al seu pare, el rei Tro.

## Sistema de joc

Alex Kidd trenca un bloc amb un cop de puny, revelant una bossa de diners.

Aquest videojoc és del gènere de les plataformes, encara que barrejant petites dosis d'estratègia i rol, que es basa a superar determinats nivells i obstacles en escenaris 2D de dispar ambientació.
Alex Kidd és l'únic personatge controlable d'aquest videojoc, que té com a principal habilitat la seva capacitat de trencar certs tipus de roques i una gran facultat per saltar, després, el joc exigeix més l'habilitat del jugador per anar superant les fases.
El videojoc es compon de 17 fases, alguna d'elles amb una marcada ambientació que les diferència de la resta. Al final d'algunes fases, Alex Kidd s'ha d'enfrontar a un cap, al com ha de derrotar en el joc del pedra-paper-tisora (Janken en japonès) al millor de 3 partides. Per acabar una fase, Alex Kidd ha d'agafar un objecte alimentós que hi ha al final de cadascuna.

## Enemics
Depenent del context on se situïn els enemics, es poden dividir en dos:

### Enemics comuns
Són els enemics amb els quals Alex Kidd es topa en el transcurs de la fase. Depenent si es poden destruir o no, es divideixen en dos grups:

#### Destructibles
Són els quals es poden derrotar atacant-los. En derrotar a un enemic, el jugador obté una sèrie de punts que se sumen al marcador "Score". A continuació, s'exposa la llista dels enemics presents en Alex Kidd.
| Enemic             | Descripció | Localització | Puntuació |
| ------------------ | --- | --- | --------- |
| Ocell monstruós    | És un ocell de color verdós, que es dirigeix horitzontalment d'un costat a un altre de l'escenari. | La muntanya Eterna, Illa de St. Nurari, Etapa 5, Etapa 9, Etapa 13. | 200       |
| Granota monstruosa | Una granota de color verd, orientada sempre a l'esquerra. És un enemic estàtic, que salta durant certs períodes. | Etapa 2, El castell de Radaxian, El llac de les roques, Etapa 16. | 200       |
| Escorpí            | És un escorpí de color vermell de petita grandària que es mou d'un costat a un altre de l'escenari. | Etapa 2, Illa de St. Nurari, El poble de Namui, Muntanya Kave, La terra baixa de Bingoo, El castell de Radaxian, La ciutat de Radaxian, El llac de les roques, Etapa 16. | 200       |
| Peix volador       | Peix de color verd, que apareix de l'aigua per saltar de tant en tant. | Etapa 5, Etapa 9. | 200       |
| Petit peix verinós | Peix de color verdós d'escasses proporcions que es mou de manera horitzontal. | La muntanya Eterna, El llac profund, Etapa 5, Etapa 9. | 200       |
| Roca rodant        | És una roca de color marró amb ulls i braços en alt que es llisca pels escenaris fins que troba un obstacle, moment en el qual canvia el sentit d'adreça.                                                                         | Muntanya Kave, Etapa 16. | 200       |
| Ratapinyada        | Petita ratapinyada de color verd que vola fent zig-zag per l'escenari. | Muntanya Kave, El Blakwoods, El castell de Radaxian. | 400       |
| Mico               | És un mico que sempre se situa en les copes dels arbres que llança fulles cap al lloc on està el jugador. | El Blakwoods. | 400       |
| Saltador           | És una espècie de bala vermella amb bigoti, que dona petits salts cap a un costat de l'escenari sense parar. | El poble de Namui. | 400       |
| Peix assassí       | És un peix de grans proporcions de color verd, que va movent de manera brusca en zig-zag en una part de l'escenari. | La muntanya Eterna, El llac profund, Etapa 5. | 400       |
| Cavall de mar      | De grandària petita i de color morat, és un enemic que avança i retrocedeix en un estret espai. | El llac profund. | 400       |
| Sirena             | És una tortuga gran de roba vermella, es mou de manera vertical per l'escenari i, ocasionalment, llança bombolles per l'escenari, que si contacten amb el jugador, li fa a aquest perdre una vida.                                | La muntanya Eterna, Etapa 9, El llac de les roques. | 600       |
| Pop                | És un pop de color vermell que està quiet embussat en una espècie de gerro de tonalitat habitada, que té un braç conformat de 8 boles que va movent verticalment. Quan Alex Kidd venç al pop, aquest desapareix però no el gerro. | El llac profund. | 4200      |

#### Indestructibles
Són aquells rivals que no es poden destruir. Si Alex Kidd és tocat per algun d'aquests enemics, perd una vida de manera automàtica. Són els següents:
- Fantasma:[9] És de color gris i petit, i quan apareix, persegueix a Alex Kidd fins que li aconsegueix tocar, perdent aquest una vida. El fantasma apareix en algunes caixes amb el símbol d'interrogació "?", o en tocar una caixa rosa que té com a inscripció la cara d'una calavera. El fantasma es pot destruir quan trenques dues caixes de diners i en copejar en tercer lloc la caixa on aquesta el fantasma desapareix.

- Flama:[10] Un enemic que té forma de flama amb ulls, segons el moviment, hi ha 3 tipus de flames, les que es mouen en cercles, les que ho fan des d'un punt a un altre i les que no tenen moviment.

### Enemics finals
Són els enemics que apareixen al final de certes fases del joc. Hi ha tres tipus d'enemics finals:
- Tipus 1: Amb els quals, per derrotar-los, Alex Kidd ha de copejar-los un nombre determinat de vegades.
- Tipus 2: Amb els quals, per derrotar-los, cal vèncer-los a un duel al millor de tres en el pedra-paper-tisores.
- Tipus 3: Amb aquests enemics, a part d'haver de vèncer-los al millor de tres en un duel de pedra-paper-tisores, després, cal derrotar-los donant-los un nombre de vegades determinats.

A continuació, els enemics finals presents en el videojoc són, per ordre d'aparició:
- Gooseka la relliscosa: És una oponent amb cap en forma de puny, fent referència al joc de Pedra-Paper-Tisores. La primera vegada amb la qual s'enfronta el jugador és en l'etapa 2, i és un enemic final tipus 2. La segona vegada que es troben Alex i ella és en el Catillo de Radaxian, en el qual passa a ser un jefazo de tipus 3.

- Bou: És un contrincant del tipus 1 que s'apareix enfront del jugador al poble de Namui.

- Chokkinna l'astuta: És una oponent amb cap en forma de tisora, fent referència al joc de Pedra-Paper-Tisores. La primera vegada amb la qual s'enfronta el jugador és a la muntanya Kave, i és un enemic final tipus 2. La segona vegada que es troben Alex i ella és a la ciutat de Radaxian, en el qual passa a ser un oponent de finalització de fase del tipus 3.

- Os salvatge: És un contrincant amb l'aparença d'un os, de pell habitada, i porta a la mà una espasa. Alex Kidd l'hi troba en el Blakwoods, sent un enemic de tipus 1.

- Parplin el perseguidor: És un oponent amb cap en forma de mà oberta, fent referència al joc de Pedra-Paper-Tisores. La primera vegada amb el qual s'enfronta al jugador és a la terra baixa de Bingoo, i és un enemic final tipus 2. La segona vegada que es troben Alex i Parplin és en el llac de les roques, en el qual passa a ser un oponent de tipus 3.

- Janken el gran: És un oponent que és un robot, i Alex Kidd l'hi troba en Etapa 16, on és un enemic tipus 3.

## Blocs
Durant el transcurs de l'aventura, Alex Kidd es troba amb una sèrie de blocs de diverses formes i colors, adaptant-se a l'ambientació de l'etapa en la qual el jugador se situï. Alex, amb la seva disciplina Shellcore pot destruir alguns, mes uns altres no. Els que són destructibles, desapareixeran de l'escenari i el jugador podrà passar per allí.
Si Alex usant un vehicle xoqués contra un bloc indestructible, perdria l'opció de seguir usant aquest.

### Caixes
Es caracteritzen per ser blocs de color groc o rosa, que porten una inscripció. Perquè assorteixi l'efecte, les caixes grogues sempre cal trencar-les, mentre que en les roses cal copejar-les únicament (no es destrueixen).
| Color de caixa | Símbol       | Efecte                                                                                               |
| -------------- | ------------ | --- |
| Groga          | Calavera     | Immobilitza a Alex durant un període, pot originar canvis en l'escenari.                             |
| Groga          | Estrella     | Apareix una borsa de monedes d'or gran o petita.                                                     |
| Groga          | Interrogació | Fa aparèixer un fantasma o un objecte (Alex Kidd o el Braçalet poderós).                             |
| Rosa           | Calavera     | Fa aparèixer un fantasma.                                                                            |
| Rosa           | Estel        | Origina canvis en l'escenari.                                                                        |
| Rosa           | Lluna        | Apareix en l'última fase, és necessària per aconseguir la corona d'or.                               |
| Rosa           | Ones         | Origina canvis en l'escenari. Apareix en l'última fase, és necessària per aconseguir la corona d'or. |
| Rosa           | Pescat       | Origina canvis en l'escenari. Apareix en l'última fase, és necessària per aconseguir la corona d'or. |
| Rosa           | Sol          | Apareix en l'última fase, és necessària per aconseguir la corona d'or.                               |

## Objectes
Atenent a la seva importància, es poden classificar en dos tipus:

### Objectes normals
Són aquells que el jugador va adquirint al llarg de l'aventura, servint-li d'ajuda en aquesta. Aquests objectes són:
- Borses de monedes d'or: És una borsa de color blanc. Hi ha 2 tipus de borses d'or, una de major grandària, que es pot trobar en caixes grogues amb la inscripció d'estel (valent així 20 $), o soltes per l'escenari, valent llavors per la meitat. L'altre tipus de borses és la de grandària reduïda, només es troben en caixes grogues amb inscripció d'estel, i conté 10$. Amb l'or es poden adquirir objectes en la tenda.
- Braçalet poderós: És una espècie de braçalet de color blau i vermell, i és un braçalet que permet realitzar l'Atac en Onades de Destrucció. Es pot adquirir en tendes o en caixes grogues amb el signe d'interrogació.
- Alex Kidd: És una representació del protagonista, en aconseguir-ho, s'aconsegueix una vida extra. Es pot comprar en tendes o adquirir en caixes grogues amb el signe d'interrogació, també trobant-se solt en algunes zones.
- Pols teleport: És una càpsula grisa amb el símbol "?". Consisteix en una pols màgica que fa invisible al protagonista durant un temps. Només es pot adquirir en tendes, encara que en algunes zones es troba solt.
- Bastó volador: És un bastó de fusta que acaba en espiral per a dalt. Permet volar durant un període. Només es pot obtenir en les tendes.
- Càpsula màgica A: Una càpsula celeste amb la lletra "A", en usar-la apareixen vuit rèpliques de Alex Kidd en miniatura amb la finalitat d'atacar els enemics. Només és possible adquirir-ho en les tendes.
- Càpsula màgica B: Una càpsula taronja amb la lletra "B", en usar-la genera al voltant del jugador una barrera de protecció contra enemics. Només s'adquireix en tenda.
- La pilota telepàtica:[13] Aquesta pilota permet al jugador saber que està pensant el rival. S'usa automàticament en les lluites de pedra-paper-tisora, permetent veure el jugador com el rival va pensant quin signe triar per a aquest joc. Aquest objecte només es pot aconseguir durant el joc, no sent ofert per les tendes que hi ha durant el joc.

### Tresors
Són una sèrie d'objectes fonamentals, anomenats Tresors, sense els quals, el videojoc no podria ser acabat en teoria. Aquests objectes són:
- Mapa: Permet veure el jugador la posició en la qual està situat pel que fa al planeta Àries. Aquest objecte ho posseeix el jugador des del principi del joc.
- Medalló de la pedra del Sol: Una medalla amb el símbol del sol. Alex posseeix l'objecte des del principi del joc.
- Medalló de la llum de la Lluna: Una medalla amb el símbol de la lluna.
- Corona d'Or: Per poder trobar aquest objecte és necessari tenir el Medalló de la llum de la Lluna i el Medalló de la Pedra del Sol. És una corona daurada que posseeix poders màgics. En el moment en què la corona és tocada s'acaba el joc.
- Pedra d'Hirotta: Permet al jugador veure la manera d'obtenir la corona d'or, s'obté en lliurar-li a La seua altesa reial Stone la carta.
- Carta personal del regne de Nibana: Es troba al castell de Radaxian després de salvar a Egle. És necessari lliurar la carta al rei de Nibana per aconseguir la Pedra d'Hirotta.

## Vehicles
Durant el joc és possible utilitzar una sèrie de vehicles que faciliten el transport al protagonista, aquests vehicles permeten tant esquivar enemics com defensar-se d'ells. Si el jugador col·lideix el seu vehicle contra un bloc de pedra, perdrà el vehicle de manera instantània. El vehicle només es pot usar en unes zones predeterminades, no podent usar-se en unes altres. Els vehicles són:
- Motocicleta Sukopako: Permet desplaçar-se d'una forma ràpida, pot trencar roques (excepte les irrompibles), saltar i atropellar enemics. S'aconsegueix en comprar-la en una tenda. Les zones en les quals es pot usar la motocicleta són l'etapa 2 i el Blakwoods. Es perdrà la motocicleta en cas d'estavellar aquesta contra una roca irrompible.
- Peticopter: És una espècie d'helicòpter que permet disparar míssils. El jugador ho rep a l'Illa de St.Nurari, també s'aconsegueix en comprar-ho en una tenda en la fase El poble de Namui i a la terra baixa de Bingoo, i ho rep automàticament en l'etapa 13.
- Barco Suisui: És una llanxa amb la qual es pot creuar per l'aigua, es troba en l'etapa 9.

## Tendes
Durant el desenvolupament del joc existeixen nombroses tendes, en les quals es poden comprar objectes o vehicles. Cada tenda ofereix diferents objectes que no tenen el perquè ser oferts en les altres. Per comprar, s'ha de canviar una part dels diners aconseguits en les borses de monedes d'or per l'objecte o vehicle desitjat. Els articles disponibles són:
| Objecte              | Preu ($)                                             | Zona                                          |
| -------------------- | ---------------------------------------------------- | --------------------------------------------- |
| Braçalet poderós     | 100                                                  | Etapa 2, El llac de les Roques.               |
| Pols Teleport        | 100                                                  | Etapa 2, La terra baixa de Bingoo.            |
| Bastó Volador        | 120                                                  | El Blakwoods, El llac de les roques.          |
| Alex Kidd            | 500                                                  | El poble de Namui, Ciutat de Radaxian.        |
| 100                  | El poble de Namui, El Blakwoods, Ciutat de Radaxian. |                                               |
| Càpsula Màgica B     | 120                                                  | La terra baixa de Bingoo, Ciutat de Radaxian. |
| Motocicleta Sukopako | 200                                                  | Etapa 2, El Blakwoods, El llac de les roques. |
| Peticopter           | 200                                                  | El poble de Namui, La terra baixa de Bingoo.  |

## Fases
Alex Kidd in Miracle World es compon de 17 fases diferents, cadascuna amb la seva pròpia ambientació. Les fases són les següents:

### La muntanya eterna
És una zona de sòl de color marró amb herba verda en els estrats superiors del sòl, i amb cel de color blau fosc amb alguns núvols blancs. La zona es pot dividir en dues parts bé diferenciades: la primera és una baixada, on les pedres de la fase són de color marró clar, totes rompibles, mentre que la segona és una zona d'aigua clara, on les pedres són de color verdós, on Alex ha de nedar fins al final d'aquesta.

### Etapa 2
És una zona de pedres grisenques, amb alternança d'algunes zones de fang verdós, que si el jugador s'enfonsa en elles, li fa perdre una vida. El cel és de color blau fosc amb alguns núvols blancs, i en el fons es pot també veure algunes muntanyes de color marró i verd. Les pedres són iguals que a la muntanya Eterna, encara que al final de la fase, hi ha una espècie de boles vermelles que són indestructibles. Al principi de la fase, se situa una tenda, mentre que al final de la fase, Alex Kidd s'enfronta davant Gooseka la relliscosa.

### El llac profund
És una zona d'aigua, i el sòl és de color marró amb herbes verdes en la part superior d'aquest, sent les roques rompibles de color verd clar. Aquí, existeix una ruta alternativa, la qual difereix en ambientació de la ruta normal. La ruta alternativa té dues parts bé diferenciades: la primera és d'aigua, el sòl és el mateix, però aquest manca d'herbes verdes i roques rompibles. La segona part és una zona ja normal, amb un sòl que és d'herba íntegrament, amb un fons de pins i de cel blau fosc amb núvols, en els quals les roques són una espècie de boles blaves i vermelles, de les quals les primeres són rompibles.

### L'illa de St. Nurari
El sòl és d'herba íntegrament, encara que existeixen parts del sòl que són mars de lava, dels quals surt una espècie de branca en forma de tijera. És cel és de color blau fosc amb núvols, i en el fons hi ha alguns pins. Les pedres de la zona són una espècie de boles blaves (que són destructibles) i vermelles (que no són destructibles). Al final de la zona, hi ha una espècie de castell en el qual resideix Sant Nurari.

### Etapa 5
Aquesta zona es divideix en dues, atenent a la via per la qual Alex es pot passar la fase i a l'ambientació de cadascuna:
- Una via on Alex Kidd ha de passar-se la fase amb el peticopter. Aquesta fase està ambientada en el cel, i les boles que hi ha són vermelles, sent aquestes irrompibles. Si Alex Kidd es xoca contra alguna roca o enemic, perd l'opció de passar-se la zona per aquesta via, caient a la zona aquàtica sense perdre una vida.
- Una altra via és una zona aquàtica, de la mateixa ambientació que l'Etapa 2 i el llac profund.

### El poble de Namui
El sòl és d'herba íntegrament, i en el fons s'albiren un conjunt de pins i cases de diverses grandàries i formes. Al principi de la fase, se situa una tenda, on el jugador pot adquirir el pelicopter, podent passar-se la fase caminant o en aquest vehicle. Al llarg de la fase, hi ha algunes zones de fang verdós. Al final de la fase, Alex s'enfronta al Bou, i després de derrotar-li, es troba amb un senyor.

### Munti Kave
La zona està ambientada dins d'una espècie de cova, de fons marró i amb unes parets de pedres marrons. El sòl és de color marró de tonalitat clara, havent-hi algunes zones de lava, perdent Alex una vida si se submergeix en aquestes. Les pedres de la fase són deformades, rodones, i de color blau clar. Al final de la fase, Alex Kidd s'enfronta a Chokkina l'Astuta.

### El Blakwoods
El sòl és d'herba verda, encara que hi ha algunes zones amb pinchos subjectats en troncs de fusta que si ho toca el jugador, fa que perdi una vida. El fons és de color verd amb alguns troncs d'arbres, havent-hi en la part superior de la pantalla de l'escenari nombroses fulles de diverses tonalitats verdoses. Les pedres de la fase són de color verd les rompibles i blaves les irrompibles. Al final de la fase, Alex Kidd s'enfronta a l'Ós salvatge.

### Etapa 9
Aquesta zona es divideix en dues, atenent a la via per la qual Alex es pot passar la fase i a la seva ambientació:
- Una via on Alex Kidd ha de passar-se la fase amb el pot. Aquesta fase està ambientada en el mar, i les boles que hi ha són vermelles, sent aquestes irrompibles. Si Alex Kidd es xoca contra alguna roca o enemic, perd l'opció de passar-se la zona per aquesta via, caient a la zona aquàtica sense perdre una vida.
- Una altra via és una zona aquàtica, de la mateixa ambientació que l'Etapa 2, el llac profund i la via aquàtica de l'etapa 5.

### La terra baixa de Bingoo
És una zona de pedres grisenques, amb alternança d'algunes zones de fang verdós, que si el jugador s'enfonsa en elles, li fa perdre una vida. El cel és de color blau fosc, amb núvols de color blanques, encara que es formen de tant en tant uns núvols negres que es van movent per l'escenari, emetent a intervals regulars de temps un raig que si toca a Alex Kidd, li fa perdre una vida. Al principi de la fase, se situa una tenda on el jugador pot comprar el pelicopter, podent passar-se amb aquest vehicle la fase. Al final de la fase, s'enfronta contra Parplin el perseguidor.

### El castell de Radaxian
És una zona que s'ambienta dins d'un castell, el qual es compon de 16 habitacions. El sòl és de maons de color blau, sent el fons de color blau fosc. Els blocs de la zona són quadrats, amb un disseny específic i exclusiu d'aquesta, en el qual abunda les tonalitats grisenques. En aquesta zona, és opcional rescatar al germà bessó del protagonista, Egle, sent aquesta l'única manera d'aconseguir la carta personal del regne de Nibana. Al final de la fase, s'enfronta per última vegada a Gooseka la relliscosa.

### La ciutat de Radaxian
La zona té la mateixa ambientació que la que presenta la fase "El poble de Namui", encara que en aquesta ocasió, la zona és de molta menor longitud que l'esmentada. Al final de la fase, Alex Kidd s'enfronta per última vegada davant Chokkina l'astuta.

### Etapa 13
La zona té la mateixa ambientació que l'etapa 2, no obstant això, en aquesta zona abunden les zones de fang verdós, i el poc sòl que hi ha és de pedres grisenques. En aquesta fase, Alex Kidd explica des del principi amb el Peticopter, sent amb aquest vehicle l'única manera de passar-se la fase, havent d'esquivar el jugador les pedres vermelles rodones irrompibles que hi ha pel cel blau amb núvols de l'escenari. Aquesta zona té la peculiaritat que és l'única fase en el qual el jugador comença a la dreta de l'escenari, trobant-se el final de fase a l'esquerra.

### El regne de Nibana
Una zona que està ambientada en el tron del rei de Nibana. Depenent si el jugador ha reunit certs objectes, pot recollir la pedra Hirotta, o per contra, apareix en defecte d'això un fantasma que persegueix al jugador.

### El llac de les roques (I)
Presenta la mateixa ambientació que l'etapa 2, encara que aquí, el tipus de roques varia, sent pedres amb un to groguenc apagat les rompibles i de color gris les irrompibles. Al principi de la zona, hi ha una tenda. Al final de la zona, Alex Kidd s'enfronta per última vegada a Parplin el perseguidor.

### Etapa 16
És una zona que s'ambienta en un castell, encara que és de majors proporcions que el castell presentat en la fase El castell de Radaxian. El sòl és de maons de color marró, sent el fons d'un color blau fosc uniforme en tot l'escenari. Els blocs de la zona tenen un disseny específic i exclusiu, és quadrat, de tonalitats marrons amb un rombe a l'interior. En aquesta zona, hi ha multitud d'obstacles, tals com pinchos, o zones on cau una espècie de verí del sostre. Al final de la fase, Alex s'enfronta davant Janken el gran, i quan acaba la fase, es troba amb la princesa Lora.

### El llac de les roques (II)
És la zona final del joc, i es pot dividir en diverses parts atenent a la seva ambientació i objectius:
- La primera part presenta una ambientació similar a les zones aquàtiques del joc, és una zona breu, en la qual Alex Kidd ha de dirigir-se a baix, després d'això, passa a la següent part de fase.
- La segona part és una espècie de passadís amb una porta al final, que només s'obre si Alex Kidd posseeix el medalló de la pedra del Sol i el medalló de la llum de la Lluna. Aquesta secció de la fase té el sòl de maons blaus. La tonalitat del fons és marró.
- Després de passar per la porta, el jugador s'endinsa en l'última part de la fase, que és de sòl de maons grocs, sent el fons de la fase de color marró, on el jugador ha d'interaccionar amb els blocs del joc per resoldre el puzle, i així, aconseguir la corona d'or i finalitzar el joc.

## Versions
Al principi, el joc només estava disponible en cartutxs. Des de 1990 cap endavant, el joc es va llançar per a les versions nord-americana, australiana i europea de Master System 2 integrat en memòria, i algunes versions europees i australianes de Master System 1 també integrades. L'última versió diferia respecte a l'original en dos punts:
- En canviar de destinació, en el mapa del joc apareix Alex menjant. En la versió original en cartutx, apareix menjant-se un Onigiri, mentre que en la versió inserida Alex apareix ingerint una hamburguesa.[36]

- Una altra diferència radica en els controls. La versió original usa el botó 2 per copejar i el botó 1 per saltar. Aquests controls eren considerats innaturales per a molts jugadors,[37] i van ser invertits per a la versió integrada en consola.

- En 2008 apareix en la consola virtual de WII la versió del joc original en la qual Alex Kidd per finalitzar cada fase es menja una bola d'arròs Onigiri.

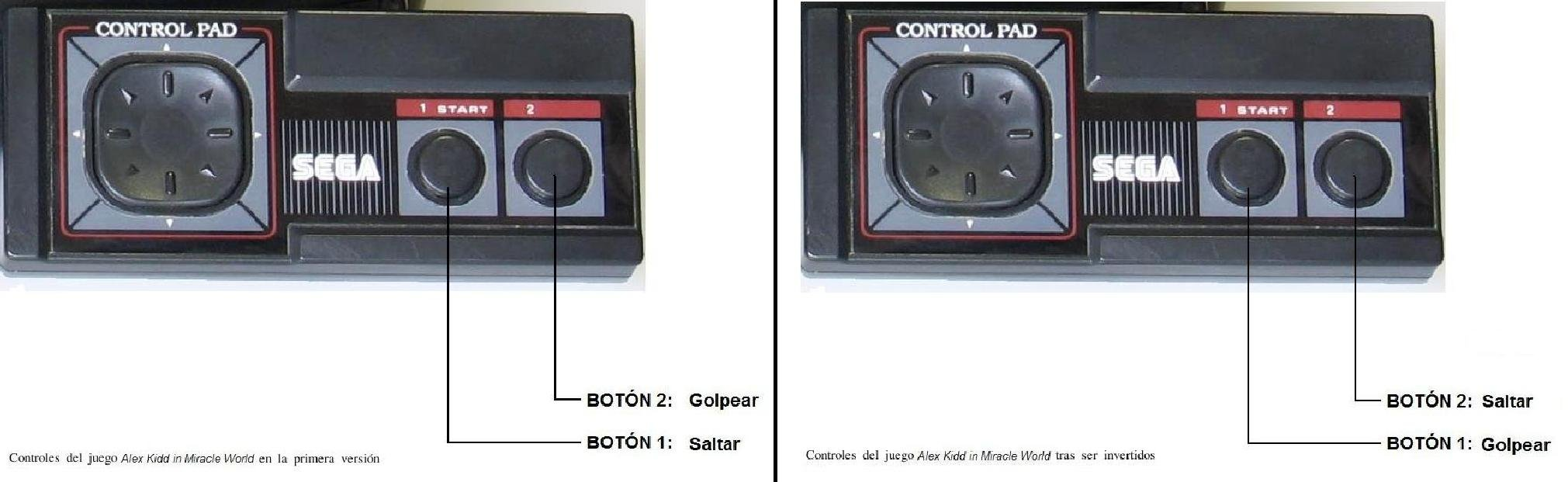
Controls en la versió en cartutx (esquerra) i en la versió inserida de sèrie en la Master System II (dreta).

## Rellançament
Àdhuc sent el videojoc més popular sobre Alex Kidd, Alex Kidd in Miracle World no ha estat rellançat encara a cap altra plataforma. Es tenia pensat rellançar en Playstation 2, dins de la línia de jocs antics Sega Ages 2500, però no obstant això, per motius desconeguts, al final es va cancel·lar aquest projecte.
No obstant això, la seva continuació, Alex Kidd in the Enchanted Castle sí que està tenint rellançaments, com en la consola virtual de Wii o en el recopilatori de videojocs Sega Mega Drive Collection per la Playstation 2.

## Seqüela
Alex Kidd in the Enchanted Castle (traduït al castellà: Alex Kidd al castell encantat) és el cinquè videojoc de la saga Alex Kidd i podria dir-se que, sistemàticament de joc, és una seqüela de Miracle World. Es va llançar en 1990 en Europa per a la consola de 16 bits de Sega Mega Drive.
Continua la trama del seu antecessor, ja que comença amb Egle, el germà de Alex Kidd, governant el planeta Àries. Allí, Alex escolta rumors que el seu pare, el rei Thor es troba atrapat per Ashra, el governador del planeta Paperock, i és per això que Alex emprèn el seu camí per rescatar-li.
Encara que se segueixen mantenint les parts en les quals per destruir a un cap ha de jugar a pedra-paper-tisores, també apareixen durant el desenvolupament unes casetes (cridades Janken House)
en les quals es juga a aquest joc, i si es guanya, Alex es porta l'objecte que s'apostava.
En estar en una consola de major capacitat gràfica, Alex Kidd in the Enchanted Castle posseeix una major definició gràfica, els escenaris tenen major detall que en Alex Kidd in Miracle World
i el personatge protagonista té una grandària major. Aparti, el videojoc es compon d'onze fases, sis menys que Miracle World.

## Curiositats
- Normalment, en acabar un videojoc, solen mostrar-se els crèdits. No obstant això, Alex Kidd in Miracle World no mostra els crèdits en cap moment, desconeixent-se per tant els desenvolupadors del videojoc. Això també succeeix en Alex Kidd in the Enchanted Castle.

### Errors durant el joc
Al llarg del joc, es poden trobar alguns errors de programació, que originen situacions inesperades pels desenvolupadors del joc. Alguns exemples són:
- En la primera etapa, Alex se situa en un extrem de la pantalla i comença a copejar al no-res, llavors Alex és capaç d'eliminar a un enemic situat en el costat oposat al que es troba el jugador.[48]
- En la segona etapa, si Alex xoca contra les pedres vermelles amb la moto a la seva màxima velocitat, i el jugador manté pressionat en el "D-Pad" Dreta, Alex correrà a la meitat de frames que mostra normalment (Semblarà que camina més ràpid, encara que la seva velocitat sobre el joc no canvia, solament la seva animació).
- L'ús del bastó volador en l'etapa novena en la via del pot origina que, en acabar-se aquest efecte, el joc no deixi avançar al jugador, al no traslladar-se la pantalla i quedar-se estàtica.[49]
- En l'etapa 16, en el lloc on es troba Janken el gran, si el jugador retrocedeix i surt d'aquest lloc, per després tornar, els objectes i enemics que hi havia al principi desapareixen i apareixen altres diferents.[50]

### El manual
La traducció al castellà del manual de Alex Kidd in Miracle World conté nombroses diferències de traducció pel que fa als altres idiomes. Algunes d'aquestes divergències són:
- En totes les versions del manual d'instruccions el nom d'un dels enemics del joc és Tritó. No obstant això, en la traducció al castellà del manual d'instruccions aquest enemic apareix amb el nom de Sirena,[52] la qual cosa és un error.[53]
- El terme Hamburger en anglès és traduït al castellà com Hamburges. Podria ser considerat un error de tipogràfic, però la traducció és la mateixa en dues pàgines diferents.[54]
- El terme psychic en anglès és traduït al castellà com a físic en la descripció del Bastó Volador. Això fa que la descripció no tingui sentit.[55]